# Yulma Rocha Aguilar
Yulma Rocha Aguilar (Irapuato, Guanajuato; 7 de septiembre de 1981) es una administradora de empresas y política mexicana; fue miembro del Partido Revolucionario Institucional (PRI) durante 27 años y renunció al PRI el 5 de noviembre de 2023. Días después se sumó al partido Movimiento Ciudadano. 
Se ha desempeñado como  diputada federal en la LXIII Legislatura del Congreso de la Unión y  vocera en Coordinación con la Cámara de Diputados y el CEN del PRI.

## Trayectoria política
Se ha desempeñado en los siguientes cargos:
- Regidora en el Ayuntamiento de Irapuato de 2003 a 2006.
- Diputada en la LX Legislatura del Congreso de Guanajuato de 2006 a 2009.
- Diputada en la LXI Legislatura del Congreso de la Unión en 2009.
- Diputada en la LXII Legislatura del Congreso de Guanajuato de 2012 a 2015.
- Diputada en la LXIII Legislatura del Congreso de la Unión de 2015 a 2018.

Fungió como presidenta de la Comisión de Educación, Ciencia y Tecnología y Cultura.
Vocal de la Comisión de Desarrollo Económico y Social.
Vocal de la Comisión de Gobernación y Puntos Constitucionales.
Vocal de Comisión de Responsabilidades.
Dentro de su trayectoria política, también ha sido secretaría general del CDE del PRI (2010), consejera política nacional, estatal y municipal; así como presidenta del Frente de Mujeres Jóvenes (2000-2003). 
El 5 de noviembre de 2023 renunció al PRI después de 27 años de militancia y días después se sumó al partido Movimiento Ciudadano.

## CasoJuanita
En 2009 saltó a la fama ya que fue una de las siete mujeres que se prestaron a ser electas a una Diputación Federal para luego dejar el cargo a su diputado suplente, sólo para simular las cuotas de género. Es conocida, desde entonces, como Juanita.
Yulma solicitó licencia dos días después de haber asumido la legislatura federal para ceder su lugar a Guillermo Ruiz de Teresa, acción que fue tomada como disciplina partidaria.